# Paraplonobia boutelouae
Paraplonobia boutelouae är en spindeldjursart som beskrevs av Baker och James P. Tuttle 1972. Paraplonobia boutelouae ingår i släktet Paraplonobia och familjen Tetranychidae. Inga underarter finns listade i Catalogue of Life.